# Feliciano da Conceição Santos
Feliciano da Conceição Santos foi um juiz, jornalista e dramaturgo português.

## Biografia
Foi educado na Casa Pia de Lisboa, e depois enveredou pelo estudo do direito, tendo-se formado com distinção.
Exerceu como juiz no Tribunal dos Árbitros Avindores.
Também foi jornalista, trabalhando principalmente como humorista, tendo colaborado em vários jornais, incluindo no jornal O Povo. Ocupou os postos de chefe de redação no Diário Popular, e de tesoureiro na Casa dos Jornalistas. Na altura da sua morte, era chefe da redação no Notícias Ilustrado.
Destacou-se no meio teatral português, tendo sido, durante alguns anos, gerente na Sociedade de Escritores e Compositores Teatrais Portugueses, e por várias vezes fez parte das direções do Grémio dos Artistas Teatrais, da Caixa de Reformas e Pensões dos Artistas Teatrais e da Associação dos Trabalhadores Teatrais. Também foi dramaturgo, tendo escrito, em colaboração com outros autores, as revistas Rosas de Portugal, Mãe Eva, Carapinhada e Mangerico, e traduzido várias obras estrangeiras, incluindo as operetas Montaria e Canção do Olvido, e as comédias A Maçaroca, Greve Geral, Miss França Casas Comigo, Pijama Nupcial, Turco do Calhariz e Menina do Gato.
Quando faleceu, era diretor numa das secções do Instituto de Seguros Sociais Obrigatórios e de Previdência Geral.
Morreu na madrugada do dia 23 de fevereiro de 1932 no Hospital da Estrela, depois de uma operação complicada. Morreu com apenas quarenta e cinco anos de idade. Às 15:30 desse dia, o corpo foi transladado para a sede do Grémio dos Artistas Teatrais, um cortejo fúnebre onde participaram vários artistas e jornalistas. O corpo foi enterrado no Cemitério dos Prazeres.